# Thu hải đường lá tim
Thu hải đường lá tim (danh pháp: Begonia labordei) là một loài thực vật có hoa trong họ Thu hải đường. Loài này được H.Lév. miêu tả khoa học đầu tiên năm 1904.